# Государства — спонсоры терроризма (список США)

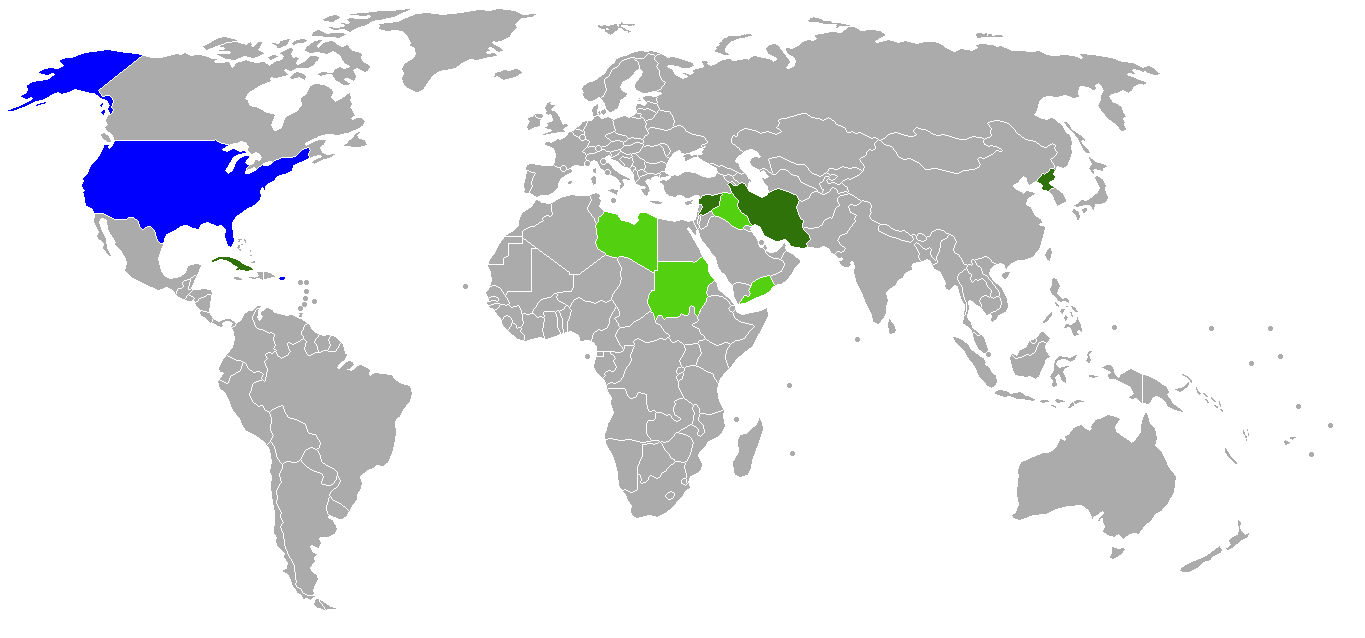
На карте мира отмечены синим — США, тёмно-зелёным — государства, включённые в список спонсоров терроризма; светло-зелёным — государства, которые были удалены из списка

«Госуда́рства — спо́нсоры террори́зма» (англ. State Sponsors of Terrorism) — список государств, которые, согласно официальной позиции Государственного департамента США, неоднократно оказывали поддержку актам международного терроризма. Включение в список влечёт за собой жёсткие экономические и политические санкции со стороны США.
Государственный департамент обязан вести список в соответствии с разделом 1754(c) Закона о государственной обороне на 2019 финансовый год, разделом 40 Закона о контроле за экспортом оружия и разделом 620A Закона об иностранной помощи.
По состоянию на начало 2025 года в список входят Сирия, Куба, Иран и Северная Корея. Ранее в списке были Ирак, Ливия, Южный Йемен и Судан.

## Страны списка на данный момент

### Сирия
Сирия была включена в список государств — спонсоров терроризма 29 декабря 1979 года. Согласно отчёту Госдепартамента США за 2012 год, несмотря на внутренний конфликт, Сирия продолжает оказывать поддержку международному терроризму и, в частности, ливанской группировке Хезболла и палестинским террористическим группировкам. Также Сирия играет существенную роль в нелегальных схемах финансирования терроризма.

### Куба
Куба была включена в список государств — спонсоров терроризма 1 марта 1982 года на том основании, что она имеет опыт поддержки революционных движений в испаноязычных странах и Африке.
Гавана открыто выступает за вооружённую революцию как единственное средство для левых сил захватить власть в Латинской Америке, а кубинцы сыграли важную роль в содействии перемещению людей и оружия в регион. Гавана оказывает прямую поддержку в виде обучения, оружия, убежищ и советов широкому кругу партизанских групп. Многие из этих групп участвуют в террористических операциях.
 Куба «поощряла терроризм в надежде спровоцировать неизбирательное насилие и репрессии, чтобы ослабить легитимность правительства и привлечь новообращённых к вооруженной борьбе». В 1992 году, после распада СССР, Фидель Кастро подчеркнул, что поддержка его страной повстанцев за рубежом осталась в прошлом.
Согласно отчёту Госдепартамента США за 2012 год, Куба продолжала предоставлять убежище примерно 2 десяткам членов баскской террористической группировки ЭТА, представляла убежище и безопасное передвижение членам Революционных вооружённых сил Колумбии (FARC) и лицам, разыскиваемым в США. При этом Госдепартамент США в 2013 году отмечал, что «нет никаких признаков того, что кубинские власти предоставляли оружие или осуществляли военную подготовку террористических групп». В докладе указано, что Куба является спонсором мирных переговоров между РВСК и колумбийским правительством и дистанцировалась от басков. Госдепартамент обвиняет Кубу в том, что она укрывает и оказывает помощь лицам, скрывающимся от американского правосудия. Куба это не отрицает, но утверждает, что эти люди не связаны с терроризмом.
17 декабря 2014 года достигнута договоренность о восстановлении отношений с Кубой; президент поручил госсекретарю немедленно начать рассмотрение вопроса о включении Кубы в список и в течение шести месяцев представить президенту доклад о предполагаемой поддержке Кубой международного терроризма. 15 апреля 2015 года Барак Обама предложил исключить Кубу из этого списка и направил предложение в конгресс. 29 мая Куба была исключена из списка государств — спонсоров терроризма.
12 января 2021 года Куба была возвращена в список, а госсекретарь Майк Помпео сослался на «неоднократную поддержку актов международного терроризма», в том числе укрывая беглецов из США, а также лидеров колумбийских повстанцев. Ещё одной причиной для повторного включения стала поддержка Кубой Николаса Мадуро во время президентского кризиса, утверждалось, что администрация Мадуро создала «благоприятную среду для жизни и процветания международных террористов в Венесуэле». Новое включение произошло всего за восемь дней до окончания президентского срока Дональда Трампа 20 января в полдень.
14 января 2025 года президент США Джо Байден исключил Кубу из списка государств-спонсоров терроризма в обмен на освобождение 553 кубинских политических заключенных. Ключевую роль в переговорах сыграла Католическая церковь. Байден также смягчил санкции, отменив некоторые положения «Акта Либертад» и ограничения финансовых операций, введенные Трампом. Однако его действия вызвали критику со стороны республиканцев, таких как Тед Круз и Марко Рубио, которые обвиняют Байдена в ослаблении национальной безопасности США. Куба, страдающая от длительного экономического кризиса и последствий американских санкций, выразила готовность к диалогу с новой администрацией.
20 января 2025 года, в первый день своего второго президентства, Дональд Трамп снова включил Кубу в список государств-спонсоров терроризма.

### Иран
Иран был включён Госдепартаментом США в список государств — спонсоров терроризма 19 января 1984 года. Согласно отчёту за 2012 год, Иран продолжает наращивать террористическую активность. По мнению американской стороны, он оказывает финансовую, материальную и материально-техническую поддержку террористическим группам боевиков на Ближнем Востоке и в Центральной Азии. Корпус стражей исламской революции называется основным органом и механизмом для поддержки террористов. В 2012 году Иран подозревался США в подготовке терактов в Индии, Таиланде, Грузии и Кении.
Ирану ставится в вину широкая поддержка правительства Сирии, в том числе оружием, в условиях сирийского конфликта. Иран обеспечивает оружием, подготовку и финансирование ХАМАС и других палестинских террористических группировок. После 2006 года Иран оказывал помощь в перевооружении Хезболлы в обход прямого запрета Совета Безопасности ООН (резолюция СБ ООН № 1701). Госдепартамент считает, что Иран поддерживал террористов в Йемене и оказывал помощь Аль-Каиде.

### Корейская Народно-Демократическая Республика
КНДР была внесена в перечень в 1988 году и исключена 11 октября 2008 года.
США исключили КНДР из списка после договорённости, что эксперты МАГАТЭ будут допущены на все заявленные агентством ядерные объекты Северной Кореи.
Первоначально Северная Корея была добавлена, потому что она продавала оружие террористическим группам и давала убежище членам Коммунистической лиги Красной армии Японии. Страна также несет ответственность за рангунский теракт и за взрыв Boeing 707 над Андаманским морем.
Согласно отчёту 30 апреля 2007:
Известно, что Корейская Народно-Демократическая Республика (КНДР) не спонсировала какие-либо террористические акты после взрыва самолета Korean Airlines в 1987 году. КНДР по-прежнему укрывала четырех японских красноармейцев, которые участвовали в угоне самолета в 1970 году. Японское правительство продолжало добиваться полного отчета о судьбе 12 японских граждан, которые, как считается, были похищены государственными органами КНДР; пять таких похищенных были репатриированы в Японию с 2002 года. В Соглашении о первоначальных действиях от 13 февраля 2007 года США согласились «начать процесс снятия с КНДР статуса государства, спонсора терроризма.
Специалист по терроризму Гас Мартин пишет в своем учебнике для университетского уровня «Понимание терроризма: вызовы, перспективы и проблемы», что «важно отметить, что список Госдепартамента включает страны, которые значительно сократили свое участие в терроризме, такие как Северная Корея и Куба. Например, Северная Корея в свое время довольно активно нападала на интересы Южной Кореи. В ноябре 1987 года северокорейские оперативники, по-видимому, уничтожили рейс 858 Korean Airlines, который взорвался в Мьянме (Бирма). С тех пор правительство Северной Кореи отказалось от поддержки терроризма».
Госдепартамент США заявил, что принял решение, так как Пхеньян дал согласие на проверку всех своих ядерных программ и т. д.
13 апреля 2008 года Пхеньян согласился демонтировать объект в Йонбёне в рамках соглашения о помощи в разоружении, и в ответ США исключили Северную Корею из своего чёрного списка террористов. Несмотря на просьбы южнокорейского правительства вернуть Северную Корею в список после того, как в 2010 году она потопила военный корабль РК «Чхонан», администрация Обамы заявила, что не будет этого делать, поскольку эта акция проводилась только северокорейскими военными, так что это не теракт. Однако после инцидента администрация Обамы также заявила, что она будет внимательно следить за Северной Кореей на предмет признаков возвращения к международному терроризму. Представитель Госдепартамента США П. Дж. Кроули также заявил, что вопрос о возвращении Северной Кореи в список находится на постоянном рассмотрении.
Бывший госсекретарь Хиллари Клинтон заявила, что рассматривает возможность внесения Северной Кореи в Список государств — спонсоров терроризма. По состоянию на 2011 год Северная Корея, в отличие от других удалённых стран и назначенного государственного спонсора терроризма Судана, по-прежнему числится в списке стран, не полностью сотрудничающих с США в борьбе с терроризмом.
В феврале 2017 года, после предполагаемого спонсируемого государством убийства Ким Чен Нама (сводного брата Верховного лидера Ким Чен Ына) с использованием VX (запрещено Международной конвенцией о химическом оружии, которую правительство Северной Кореи не приняло), на администрацию Трампа было оказано давление с целью отменить отмену санкций Бушем. В апреле 2017 года Конгресс США поддержал законопроект о восстановлении Северной Кореи в качестве государственного спонсора терроризма после ракетного удара по авиабазе Эш-Шайрат в Сирии в 2017 году, который Северная Корея резко осудила. В августе того же года страна запустила ракету, которая пролетела над Хоккайдо, вызывая резкое осуждение со стороны других государств. В сентябре родители Отто Уормбира, который умер после того, как попал в тюрьму в стране, заявили, что они хотят, чтобы Северная Корея была повторно включена в список за его очевидное убийство. 20 ноября 2017 года президент Трамп официально объявил о повторном включении Северной Кореи в список государств — спонсоров терроризма.

## Страны, которые были исключены

### Ирак
Ирак был добавлен в список 29 декабря 1979 года, но исключён в феврале 1982 года, чтобы позволить США оказывать помощь Ираку, пока он воевал с Ираном в Ирано-иракской войне. Согласно журналистскому расследованию Алана Фридмана, госсекретарь Александр Хейг был «огорчён тем, что решение принималось в Белом доме, даже при том, что ответственным за список был Государственный департамент». «Со мной не консультировались» — добавил Хейг.
13 сентября 1990 года Ирак был повторно включён в список из-за возросших контактов с террористическими группами и их поддержки. После формирования международной коалиции против вторжения в Кувейт иракские официальные лица выступили с публичными заявлениями, одобряющими терроризм как законную тактику. После падения режима Саддама Хусейна Ирак 25 сентября 2004 году был исключен из списка.

### Ливия
Ливия была внесена в список 29 декабря 1979 года и исключена в 2006 году.

### Народная Демократическая Республика Йемен
НДРЙ была внесена в список 29 декабря 1979 года и исключена в мае 1990 года в связи с тем, что прекратила существование.

### Судан
Судан был включён в список государств — спонсоров терроризма 12 августа 1993 года. Несмотря на некоторые усилия правительства в борьбе с терроризмом и сотрудничество с США, ряд террористических групп продолжал действовать на территории Судана и совершать теракты как в самом Судане, так и в соседних странах. Судан сотрудничал c Ираном, включённым в список государств — спонсоров терроризма, и поддерживал палестинскую террористическую группировку Хамас. Существовали подозрения о причастности суданских властей к побегу из тюрьмы террористов, виновных в убийстве двух американских дипломатов.
Соединённые Штаты начали процесс исключения Судана из списка стран — спонсоров терроризма после того, как Судан перечислил 335 млн $ компенсации семьям жертв терактов в США. 14 декабря 2020 года США официально удалили Судан из списка.

## Страны, включение которых обсуждалось

### Россия
19 апреля 2018 года сенатор-республиканец Кори Гарднер в связи с «делом Скрипалей» планировал принять закон, который обязует Государственного секретаря определить, соответствует ли Россия критериям для признания государства спонсором терроризма. В июле 2020 года конгрессмен-демократ Макс Роуз внёс на рассмотрение аналогичный законопроект в связи с публикацией в The New York Times, в которой утверждалось, что РФ платила бойцам движения «Талибан» деньги за атаки на американских военных в Афганистане. После отравления Алексея Навального, а также из-за поддержки Россией ДНР и ЛНР были озвучены новые требования признать Россию спонсором терроризма. 16 декабря 2021 года, согласно релизу, опубликованному на сайте комитета сената Соединённых Штатов по международным отношениям, сенатор-республиканец Джим Риш предложил объявить Россию государством — спонсором терроризма. В апреле 2022 года о том же попросил Джо Байдена президент Украины Владимир Зеленский.
В мае 2022 года сенатор-демократ Ричард Блументал совместно с сенатором-республиканцем Линдси Грэмом зарегистрировал резолюцию с обращением к администрации Джо Байдена о признании России государством — спонсором терроризма. Непосредственной причиной этому являются обвинения в военных преступлениях, совершённых российскими вооруженными силами в ходе вторжения России на Украину. Ранее Россия была признана Украиной террористическим государством.
21 июля 2022 года спикер Палаты представителей США Нэнси Пелоси призвала госсекретаря США Энтони Блинкена официально признать Россию страной — спонсором терроризма. 28 июля 2022 года Сенат США принял не являющуюся обязательной к исполнению резолюцию с призывом к Госдепартаменту признать Россию страной — спонсором терроризма. В тот же день законопроект с требованием объявить Россию государством — спонсором терроризма был внесён на рассмотрение в Конгресс США.
Представитель МИД РФ Мария Захарова 2 августа 2022 года заявила, что объявление России спонсором терроризма может привести к разрыву дипломатических отношений с США. В мае 2024 года госсекретарь США Энтони Блинкен признал, что Россия не является спонсором терроризма и США не будет включать её в список.

### Венесуэла
В ноябре 2018 года появились данные, что администрация Дональда Трампа намеревалась объявить Венесуэлу спонсором терроризма.

## Дополнительные санкции и меры противодействия
Официальное признание страны «спонсором терроризма» позволяет администрации президента США:
- ввести против государства дополнительные санкции;
- ограничить или запретить продажу оружия, а также товаров и технологий двойного назначения;
- отказать в экономической помощи;
- снять дипломатический иммунитет с представителей страны (члены семей жертв терактов получают право обращаться за компенсацией в суды США).

## Критика
Эксперты ООН призывали США пересмотреть систему внесения стран в список «государств-спонсоров терроризма», отмечая, что одностороннее принятие таких решений нарушает международное право и негативно сказывается на правах человека, включая право на питание, здоровье и развитие. Эксперты подчеркивали непрозрачность процесса включения в список и предупреждали о гуманитарных последствиях изоляции, таких как затруднение поставок продовольствия и медикаментов. Они также призывали США соблюдать международные обязательства и передавать такие решения в ведение Совета Безопасности ООН, как предусмотрено Уставом ООН.